# De Enschedese School
De Enschedese School was een uitgeverij van hedendaagse beeldende kunst in oplage. Het werd in 1976 opgericht door Frans Oosterhof in het kunstenaarscollectief en atelier De Ark in Enschede. Even later richtte Johan Visser het platenlabel Duizend Idioten Records op.

## Ontwikkeling
Atelier De Ark werd in 1973 geïnitieerd door Geert Voskamp, beeldend kunstenaar en docent aan de AKI. Het was een atelier waar een groep afgestudeerden aan activiteiten werkten, uit eigen beweging of in opdracht, multidisciplinair, aan theater, film, grafiek en muziek. In 1975 verscheen de eerste zelfstandige uitgave, de grafiekmap 650 jaar Enschede met litho’s, etsen en zeefdrukken.
Het collectief bestond aanvankelijk uit Geert Voskamp, Rose Marie Gerritsen, Frans Oosterhof, Johan Visser, Dingenus van de Vrie, Lambertus Lambrechts, Jasper Holthuis, Frans Meulenbeek en even later ook Kees Maas en Willem Wisselink. Vanaf 1979 bestond het collectief alleen nog uit Frans Oosterhof, Johan Visser, Kees Maas, Willem Wisselink en vanaf 1982 nog Jan Dietvorst.
De Enschedese School bracht vier- tot zesmaal per jaar een uitgave uit onder het motto Moderne Kunst per PTT. De uitgaven werden verstuurd in een door Johan Visser vormgegeven verpakking en waren alleen te verkrijgen door zich een jaarabonnement aan te schaffen.

## Uitgaven van De Enschedese School

### 1977-1979
Van 1977 tot en met 1979 werd de zeefdruk De ondergang ven het huis Escher uitgegeven waarvan de eerste druk door Geert Voskamp werd gemaakt. De abonnees konden de prent tot negen keer terugsturen, waarop de andere leden van het collectief en kunstenaars van buitenaf telkens een radicale toevoeging drukten. Bij de laatste ingreep werd de prent in duizend kleine stukjes gesneden en tot een mozaïek van een stilleven in elkaar geplakt. Niet alle abonnees stuurden altijd trouw in, zodat er tientallen verschillende versies van het werk bestaan.
Ondertussen werd de ep Kerstmis met De Ark uitgebracht met liedjes, muziek en teksten, met een knipoog naar het genre.
In 1978 verscheen de ansichtkaartenserie Het Koninklijk Huis en de Kunst waarop de kunstenaars zich met minimale middelen maar met de juiste pose en mimiek voordeden als een lid van de koninklijke familie die werd vergezeld door een bevriend kunstenaar, van Harry Mulisch tot aan Herman van Veen.
De Enschedese School bereikte in haar hoogtijdagen een bestand van 400 abonnees, een onwaarschijnlijk hoog aantal voor dergelijk atypische uitgaven. Dat was vooral te danken aan het Artiestenontbijtservies uit 1979, een bord als schilderspalet met kleurige verfklodders en een koffiekop en schotel met het bezinksel van het omspoelen van een kwast. Het servies werd door Frans Oosterhof beschilderd in een oplage van 400 stuks, voordat het wederom de oven van de Sfinx-fabriek in ging en toen pas z’n kleur kreeg.
Ook bezeefdrukte hij met matte, felkleurige inkt eenzelfde oplage glanzende ansichtkaarten met enkele stadsgezichten van Enschede, Municipal Inferno. Daarmee zette hij de stad in vuur en vlam, iets dat teruggreep op de geschiedenis van de stad en naar later bleek ook een vooruitziende blik op de toekomst was. 
In 1980 schilderde hij in dezelfde oplage Het Schilderij, witte vlakken op een in kleur gezeefdrukt doek van een landschap. De zwart-witfoto van deze activiteit in het atelier toont het ware karakter van het werk en werd meerdere malen, tezamen met het origineel, in internationale tentoonstellingen opgenomen.
De Gevleugelde Verfkwast, een mobile van Kees Maas, was ook geliefd. Veel abonnees vroegen om meerdere exemplaren.

### Vanaf 1980
Vanaf 1980 verscheen er ook onregelmatig het periodiek De Enschedese School in een oplage van 3000 stuks, dat ook in de winkel te verkrijgen was. Verschillende kunstenaars werden op thema uitgenodigd om een bijdrage te leveren. 
Ook werden er veel boekjes uitgegeven. Zelf drukken en uitgeven werd in die tijd beschouwd als een daad van een vrije geest.
In 1981 verscheen er in de krant Het Parool in de linker- en rechterbenedenhoek van de krantenpagina’s de publicatie van Le Moment Suprême. Een boekje gebaseerd op de novelle Zonder geluk valt niemand van het dak van Jan Hanlo. Verschillende tekenaars werden uitgenodigd om de hoofdscène van het verhaal te interpreteren. Later verscheen er ook een gebonden exemplaar.
In datzelfde jaar kwam De Doka van Hercules uit, een stripverhaal door W.F. Bernards, samengesteld uit bestaande striptekeningen en voorzien van nieuwe ballonteksten door Kees Maas en Willem Wisselink. Het verscheen aanvankelijk als een uitgave van het Cultureel Jongeren Paspoort (CJP). Na felle  kritieken in de Nederlandse pers, liet het CJP de oplage vernietigen. Vervolgens gaf De Enschedese School het zelf opnieuw uit met de banner op de omslag: Verboden Lektuur. Willem Frederik Bernards was er wel mee in zijn sas.
Ook in samenwerking met Het Parool werd het boekje Tableaux Litéraires, twintig scènes uit de Nederlandse literatuur, uitgegeven. Het was aanvankelijk een tentoonstelling van kijkkasten waarin de scènes met kinderspeelgoed, papier-maché, klei en verf waren opgebouwd. De soundtrack werd door de stem van Rik Zaal verklankt. De kijkkasten behoren nu tot de collectie van het Literatuurmuseum in Den Haag.

## Waardering
Het Stedelijk Museum toonde in 1997 een grote overzichtstentoonstelling van de Enschedese School, Zelfmoord op verjaardag! en later ook het Rijksmuseum Twente. Dit in tegenspraak tot het adagium van Frans Oosterhof het kunstcircuit te willen mijden. Na zijn vertrek in 1984 verschenen er nog enkele uitgaven, voornamelijk van kunstenaars buiten het collectief. De Enschedese School had zichzelf begraven.
In een interview in Vrij Nederland van 2 maart 1985 gaf Kees Maas een samenvatting van de oorspronkelijke intentie van De Enschedese School:
... het (is) niet goed De Enschedese School af te schilderen als een stel mensen, die tegen iets stelling nemen. Als dat wél gebeurt, is dat vaak een onbedoeld gevolg van de dingen die we doen. Wij zijn geen revolutionairen. We voelen ons misschien wel verwant met revolutionairen als Dada, Fluxus of de Nul-beweging, maar we zijn het zelf niet. Dadaïsten waren negatief op een zeer goede manier. Bij ons is dat zeker niet het geval. Ik beschouw mezelf ook niet als een vernieuwer. We hebben wel een vorm die nieuw is. Volhouden garandeert kwaliteit. De aanhouder wint. God zal ons rijkelijk belonen. Ik zeg nooit: dit werk strekt tot aanbeveling.
Achteraf gezien wordt De Enschedese School met Hard Werken uit Rotterdam en Wild Plakken uit Amsterdam gezien als een nieuwe generatie ontwerperscollectieven, die in de jaren 1980 vernieuwing brachten in ontwerpersland met een "eclectische, onconventionele en experimentele stijl."

## Exposities, een selectie
- 1997. Zelfmoord op verjaardag!, twintig jaar Enschedese School, Stedelijk Museum Amsterdam.[1]